# Laodikeia (na řece Lyku)
Laodikeia na řece Lyku (řecky: Λαοδίκεια πρὸς τοῦ Λύκου Laodikia pros tou Lykou; latinsky: Laodicea ad Lycum, překládáno též jako Laodiceia nebo Laodikeia) (moderní turečtina: Laodikeia) bylo starověké město v Malé Asii, dnešním Turecku, na řece Lykus (Çürüksu). Nacházelo se v helénistických oblastech Kárie a Lýdie, které se později staly římskou provincií Phrygia Pacatiana. Nyní se nachází poblíž moderního města Denizli.
Od roku 2002 zde pokračuje archeologický výzkum prováděný Pamukkale University v Denizli, po němž následují intenzivní restaurátorské práce. V roce 2013 byla archeologická lokalita zapsána na předběžný seznam světového dědictví UNESCO v Turecku.
Nacházela se zde jedna ze sedmi asijských církví zmíněných v knize Zjevení Janovo.

## Poloha
Laodikeia leží ve Frýgii na dlouhém výběžku hory Salbacus mezi úzkými údolími zlatonosných řek Asopus a Caprus, které se vlévají do rovněž zlatonosné řeky Lykus. Zároveň se nachází na křižovatce dvou hlavních obchodních cest vedoucích z východu na západ. Město bylo obklopeno dalšími významnými starověkými městy. Západně se nacházelo město Kolosy (17 km), 10 km jižně Hierapolis a 160 km východně Efez.

## Historie
Oblast byla osídlena již v době 3. tisíciletí př. n. l. a původní název města byl Diospolis (město Diovo), které potom přestavěl Antiochus II. Theos a pojmenoval po své manželce Laodicea (v překladu soud lidu). Stejně je pojmenováno i několik dalších měst, např. Laodikeia přímořská (syrské město Lázikija). Antiochos III. Megás přestěhoval do Frýgie 2000 židovských rodin z dobytého Babylónu, které se usídlily v Laodikeji a začaly obchodovat.
V bitvě u Magnésie Římané porazili Seleukovce a v roce 188 př.Kr. byla podepsána Apamejská smlouva, která předala Pergamskému království kontrolu nad celou západní částí Malé Asie. Se smrtí posledního pergamského krále v roce 133 př.Kr. připadlo celé území Římské říši a Laodikeia obdržela status svobodného města a brzo se začala vzmáhat a vzkvétat.
V 11. století přišli do Laodikeje první Turci a následujících 200 let bylo město střídavě v držení byzantských a tureckých vládců. Na počátku 14. století se Laodikeia stala součástí Osmanské říše až do jejího zániku v roce 1922.

## Ekonomika

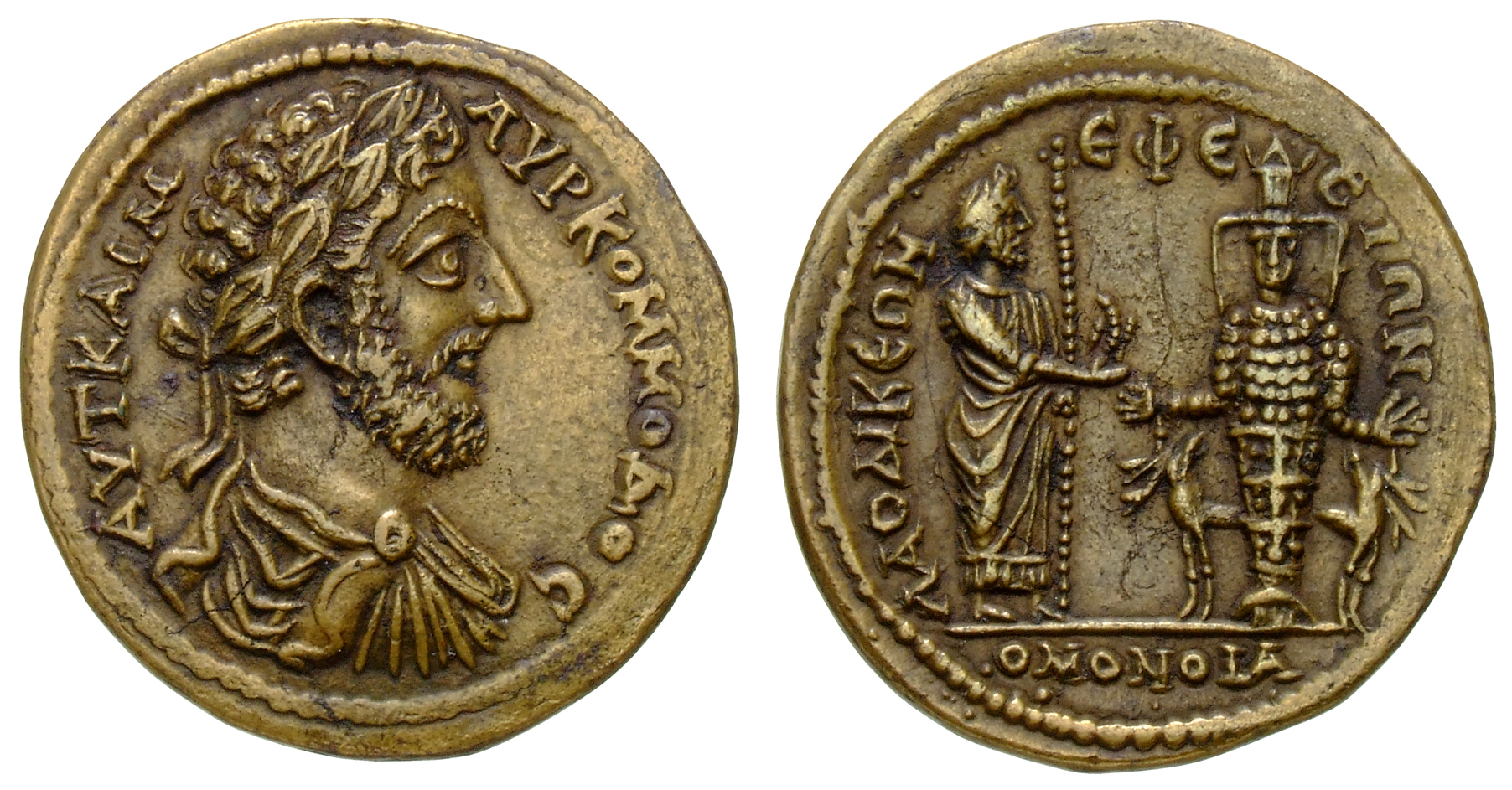
Laodikeia na řece Lykus – Mincovní kabinet, Berlín

Město využívalo své strategické polohy k rozvíjení obchodů a Laodikeia se stala nesmírně bohatým a kvetoucím městem, o jehož bohatství se píše v Bibli. Na úrodné půdě se pěstovaly různé plodiny, na velkých pastvinách se pásla stáda černých ovcí, jejichž vlna se zpracovávala na vyhlášené černé sukno s fialovým nádechem, v němž chodili všichni významní obyvatelé města. Z toho prosperovaly manufaktury a obchody, v říčkách se těžilo zlato, ze kterého bohatly bankovní domy, zboží se prodávalo na četných městských trzích, město si v mincovně razilo vlastní mince, na kterých byla zobrazována pohanská božstva jako Zeus, Asklepios, Apollón nebo římští císařové. V Laodikeji se nacházela velká lékařská škola, kde se vyráběla hojivá oční mast z frygického kamene známá pod názvem Cellyrium-Kollyrium:
| „             | Radím ti, abys u mne nakoupil zlata ohněm přečištěného, a tak zbohatl; a bílý šat, aby ses oblékl a nebylo vidět tvou nahotu; a mast k potření očí, abys prohlédl. | “ |
| — Zj 3,18 ČEP | |   |

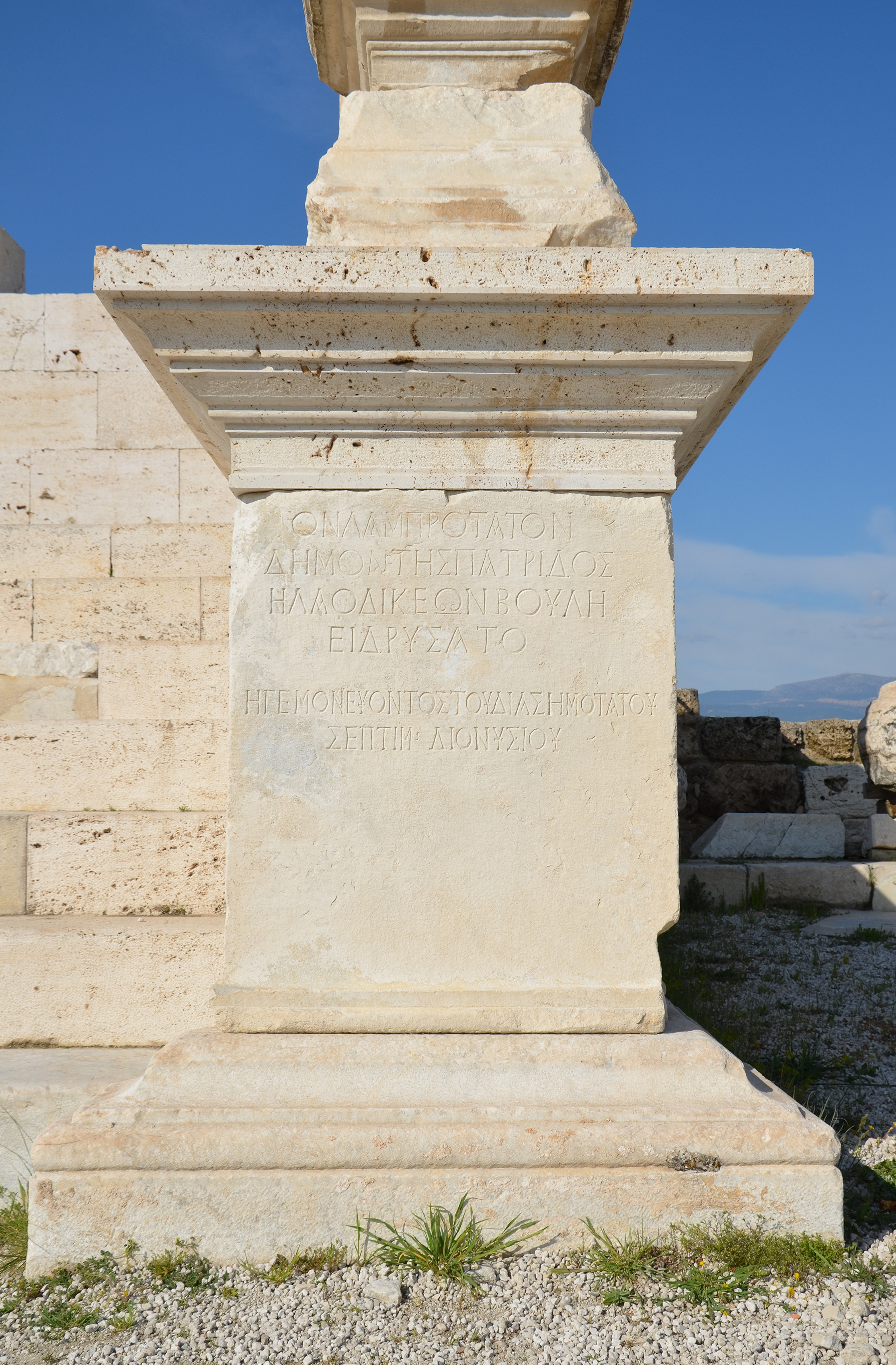
Laodikeia – mramorový blok s napsaným vodním zákonem

Laodikeia byla slavná svými římskými lázněmi, které byly napájeny vodou z horkých léčivých pramenů z nedalekého Hierapolisu a do města přiváděny akvaduktem. Voda však do lázní dorazila většinou již jen vlažná, jak se píše alegoricky v knize Zjevení: Ale že jsi vlažný, a nejsi horký ani studený, nesnesu tě v ústech. Město vlastní zdroj pitné vody nemělo, všechna voda se musela do města dopravovat vodovodním systémem potrubí a akvaduktů, které musely být často čištěny od vápenitých usazenin. V roce 2015 byl nalezen vzácný mramorový blok s nápisem vodního zákona. Byl vydán v roce 114 n. l. a upravoval používání vody dovážené z hor do Laodikeje pod hrozbou pokut ve výši 5 až 12,5 tisíce denárů, které se ukládaly za znečištění vody, zničení kanálů nebo otevření vodovodního potrubí.
Oblast postihovala častá zemětřesení, nejničivější se událo roku 61 po Kr. za panování císaře Nera. Laodikejští však odmítli nabízenou finanční pomoc od císaře a město vystavěli na vlastní náklady znova. Další ničivé zemětřesení je zasáhlo roku 494 po Kr., které přimělo obyvatele se víc posunout k dnešnímu městu Denizli.

## Křesťanství v Laodikeji

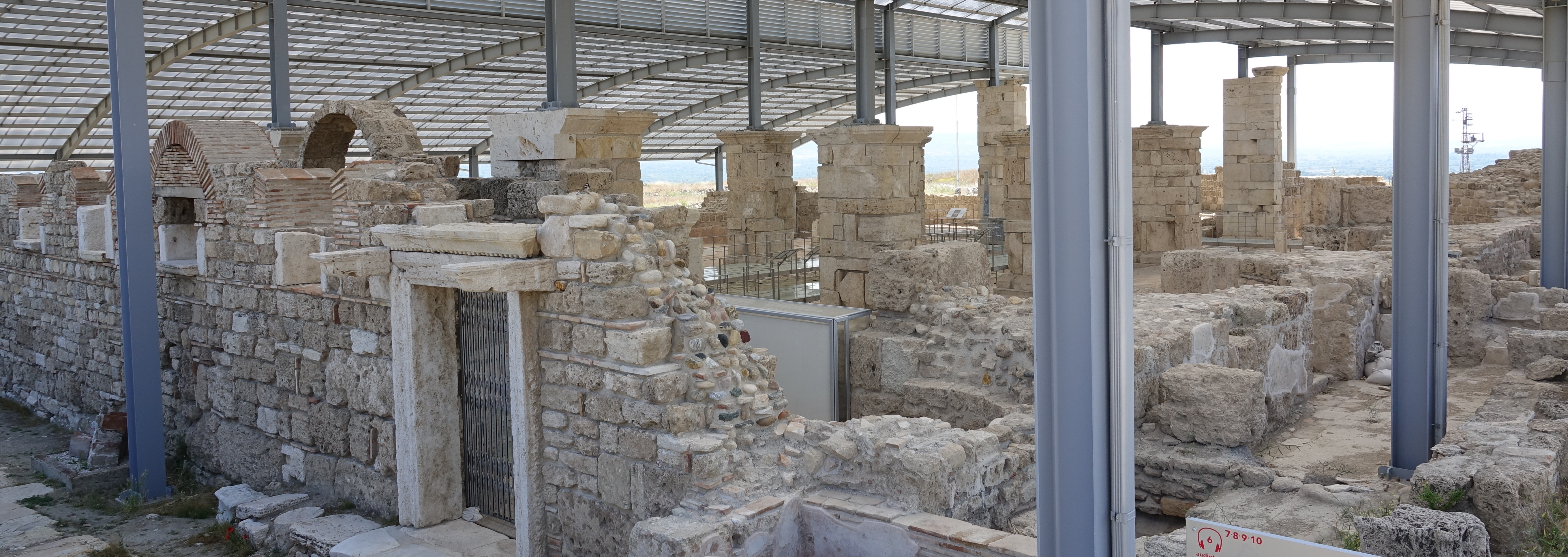
Laodikeia – křesťanský chrám

Se svojí velkou židovskou komunitou se Laodikeia velmi brzy stala centrem křesťanství a sídlem biskupství, neboť apoštol Pavel všude, kam přišel, začínal svá kázání v synagoze. List Koloským zmiňuje Laodikeju jako jednu z komunit, o které se apoštol Pavel zajímal. Pavel posílá pozdravy od Epafry z Kolos, který usilovně pracoval pro křesťany z měst Kolosy, Laodikeje a Hierapolisu a žádá, aby byl ten list veřejně přečten i v Laodikeji a List Laodikejským, aby četli také v Kolosech.
První tři biskupové jsou nejistí, ale je o nich zmínka v Novém zákoně: Archippus, Nymfas, o kterém je rovněž zmínka v Apoštolské konstituci a Diotrefés. Poté byl zvolen Sagaris, mučedník roku 166, Sisinnius je zmíněn ve Skutcích svatého mučedníka Artemona, jehož církve byl knězem, a Nunechius, který se zúčastnil Efezského koncilu roku 325. Frýgie byla pak rozdělena na dvě provincie a Laodikeia se stala metropolí Frýgie Pacatiany. Kromě již zmíněných biskupů je známo asi dvacet dalších úřadujících – poslední z nich zastával úřad v roce 1450. Ve městě se konal v letech 363-364 po Kr. místní Laodicejský sněm.

## Archeologické památky
Stávající pozůstatky svědčí o někdejší velikosti města. Mezi jeho četné stavby patří stadion, lázně, chrámy, gymnasion, dvě divadla a búleutérion (sněmovní dům). Na východní straně lze zřetelně vysledovat linii starověkých hradeb se zbytky Efezské brány; městem procházejí ulice lemované kolonádami a četnými podstavci. Severně od města, směrem k řece Lykus, se nachází mnoho sarkofágů, u nichž leží jejich kryty zčásti zapuštěné do země. Západní divadlo bylo v roce 2022 zrestaurováno a má prakticky kompletní kamenné sedačky. Divadlo bylo původně postaveno v helénistickém období, pojalo 8000 diváků a bylo využíváno až do 7. století po Kr.
Obnovena byla také velká část rozlehlé západní (neboli centrální) agory o rozloze 35 000 m² s mnoha vysokými sloupy o výšce 10,8 m. Zadní stěna dlouhá 100 m a vysoká 11 m je pokryta freskami a je považována za významnou pro světovou archeologii.
Akvadukt byl zřejmě zničen zemětřesením, protože zbývající oblouky se naklonily na jednu stranu, aniž by byly výrazněji porušeny. Druhý rozvodný terminál a sedimentační nádrž jsou patrné 400 m severně od prvního, k němuž byl připojen dalším sifonem z travertinových kvádrů, a ten je větší a zásoboval většinu města.
Stadion poblíž jižního okraje města je v dobrém stavu. Kamenná sedadla o rozměrech 355/65 metrů jsou rozmístěna po dvou stranách úzkého údolí, které bylo k tomuto účelu využito a na obou koncích uzavřeno. Směrem na západ se nacházejí značné pozůstatky podzemní chodby, kterou se do arény vjíždělo s vozy a koňmi, s dlouhým nápisem nad vchodem.
Bezprostředně na sever od stadionu se nachází komplex gymnasionu spojený s dvojími lázněmi, které jsou pro tuto oblast typické. Na severní straně navazuje na jižní agoru a také na búleutérion. Nápis ukazuje, že soubor byl postaven pro Hadriánovu návštěvu v roce 135.

## Galerie

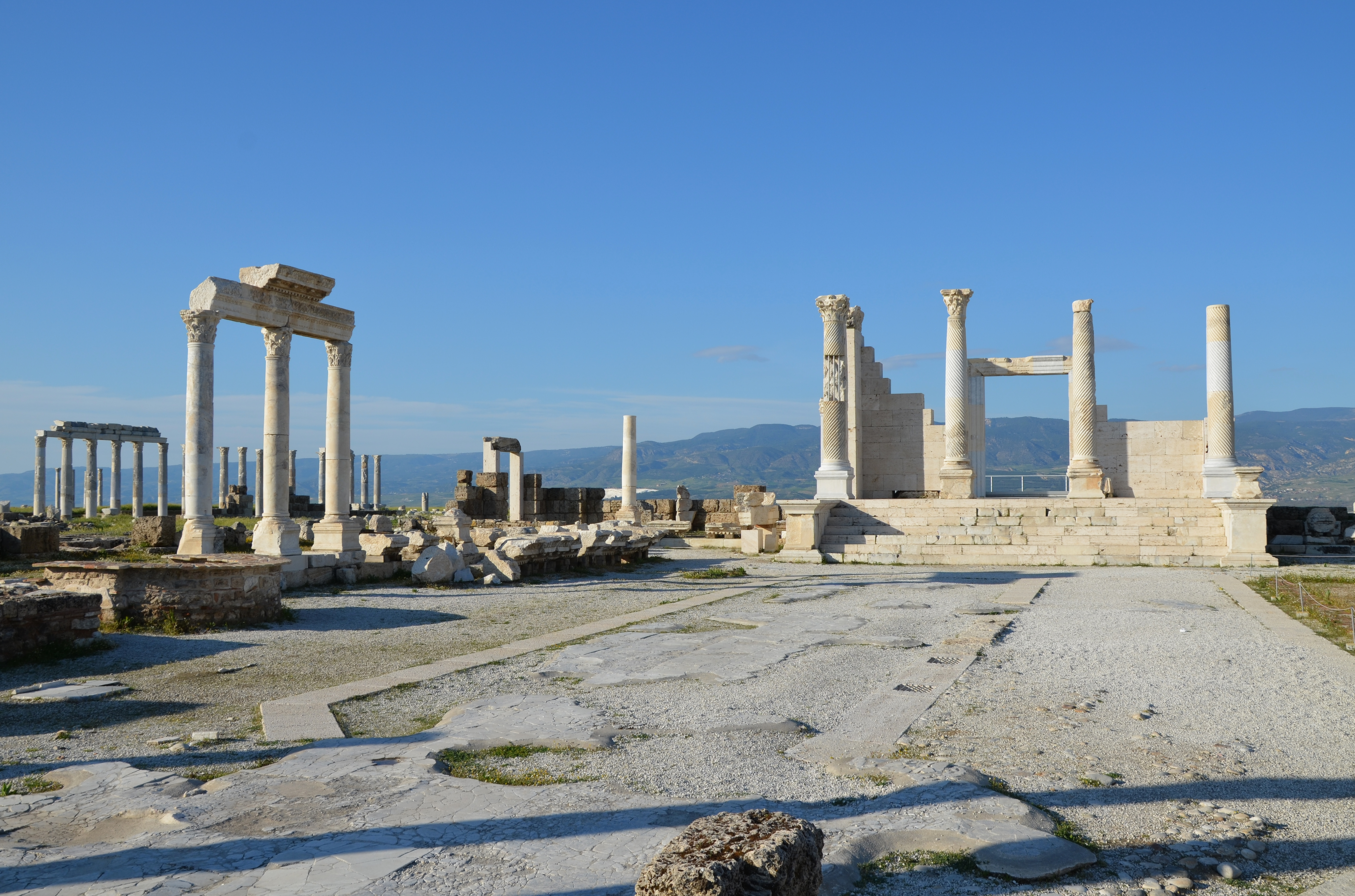
Laodikeia – chrám A
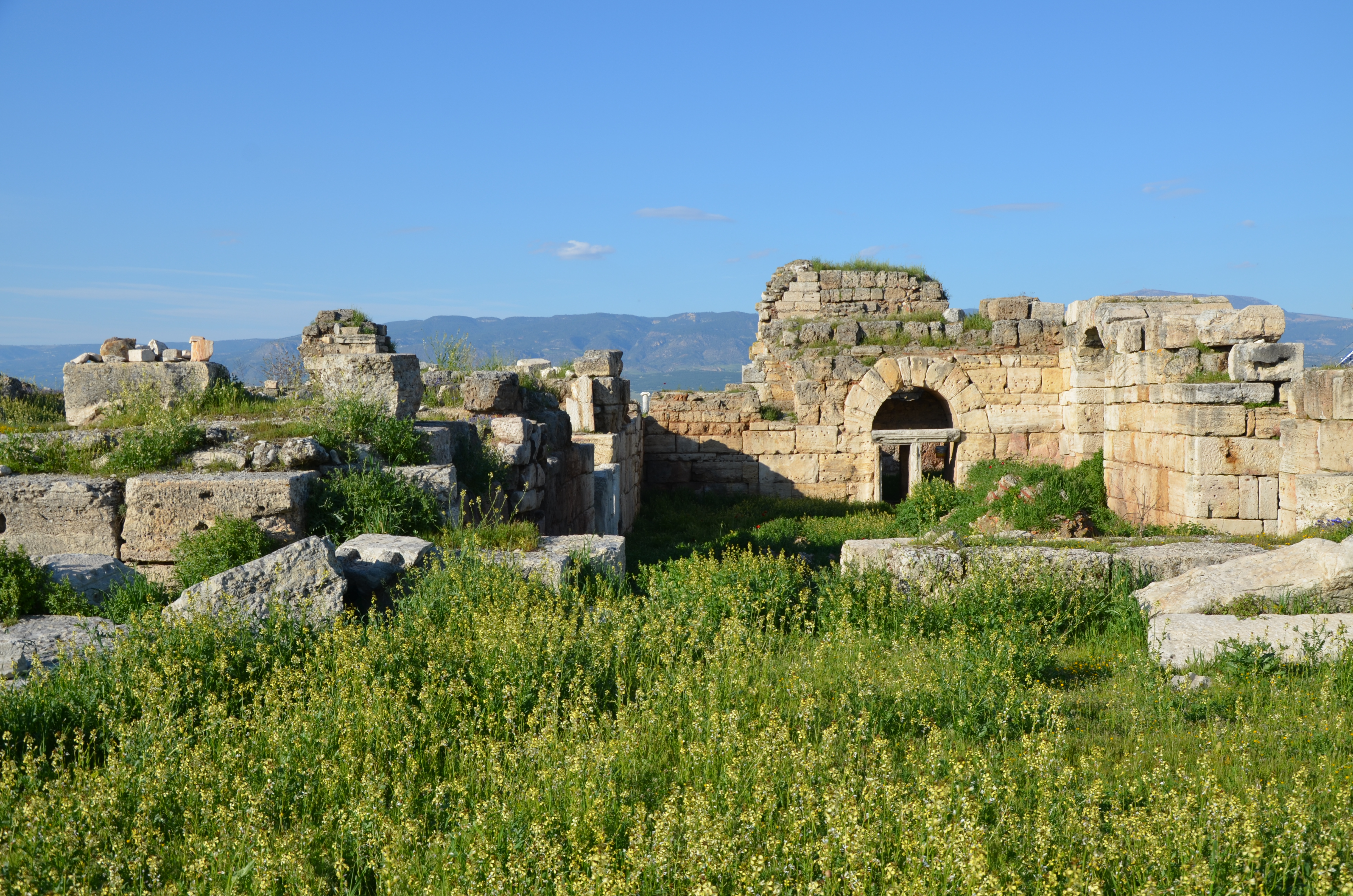
Laodikeia – centrální lázeňský komplex
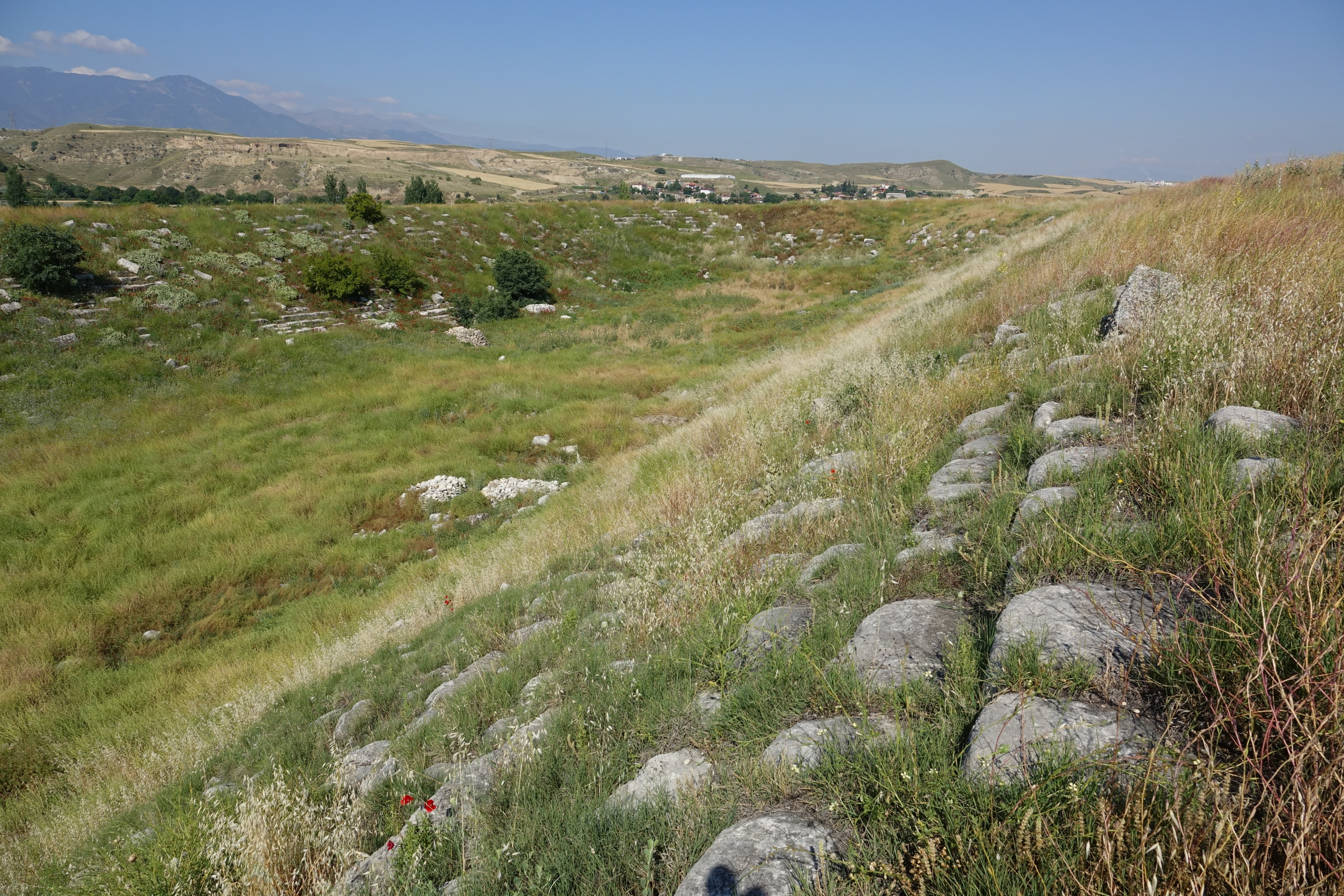
Laodikeia – stadion
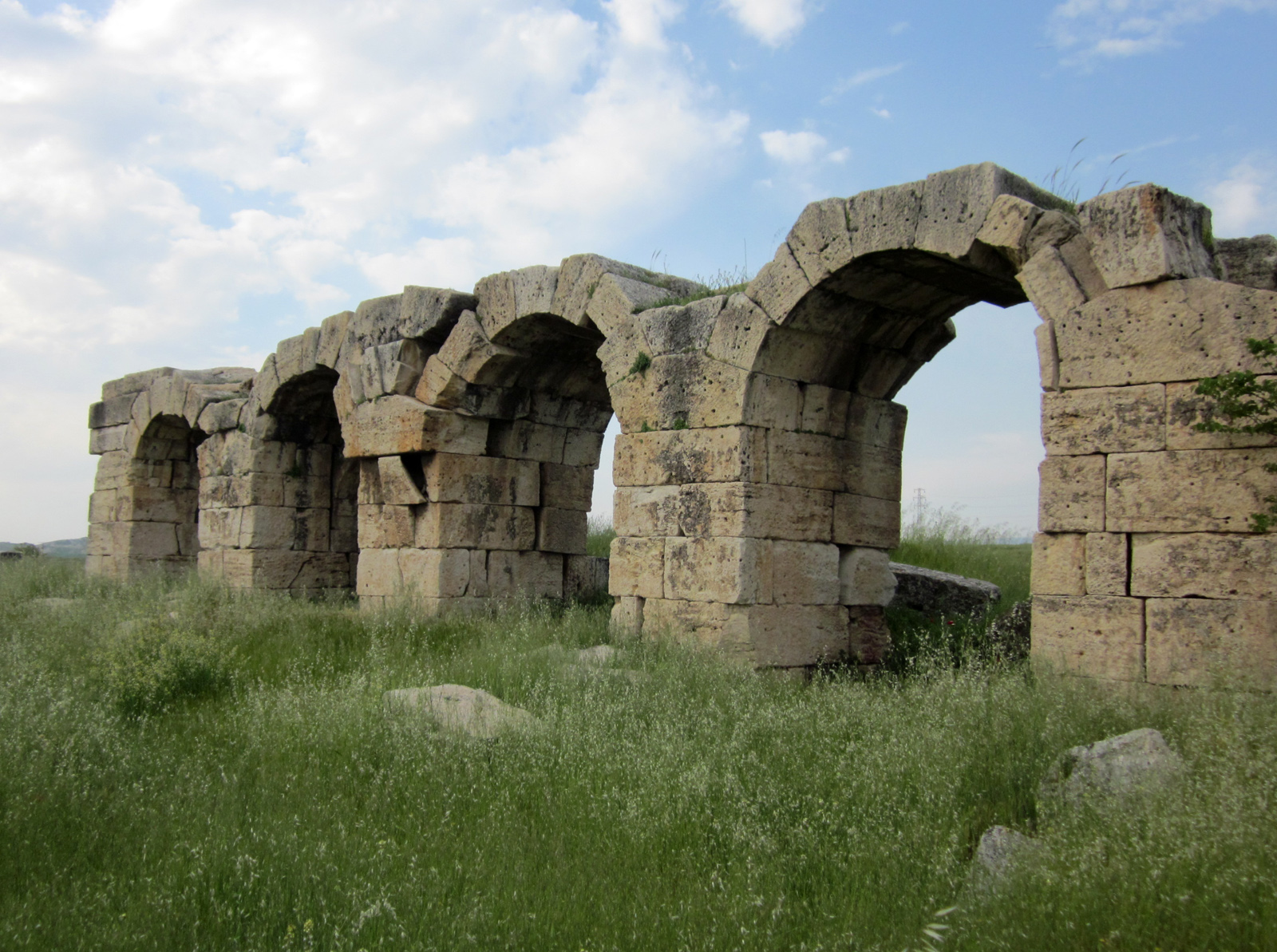
Laodikeia – lázně gymnasionu
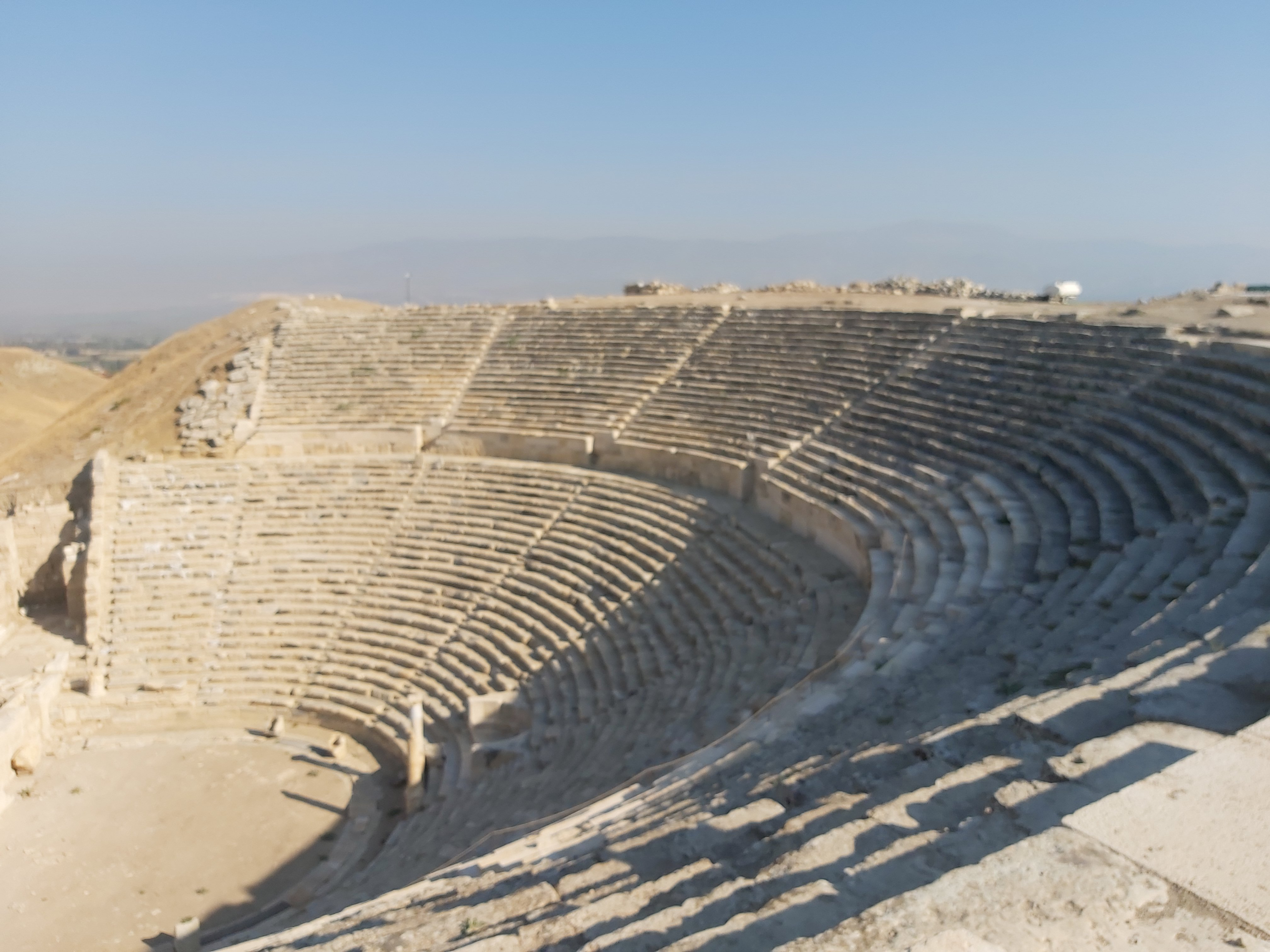
Laodikeia – západní divadlo po rekonstrukci v roce 2021
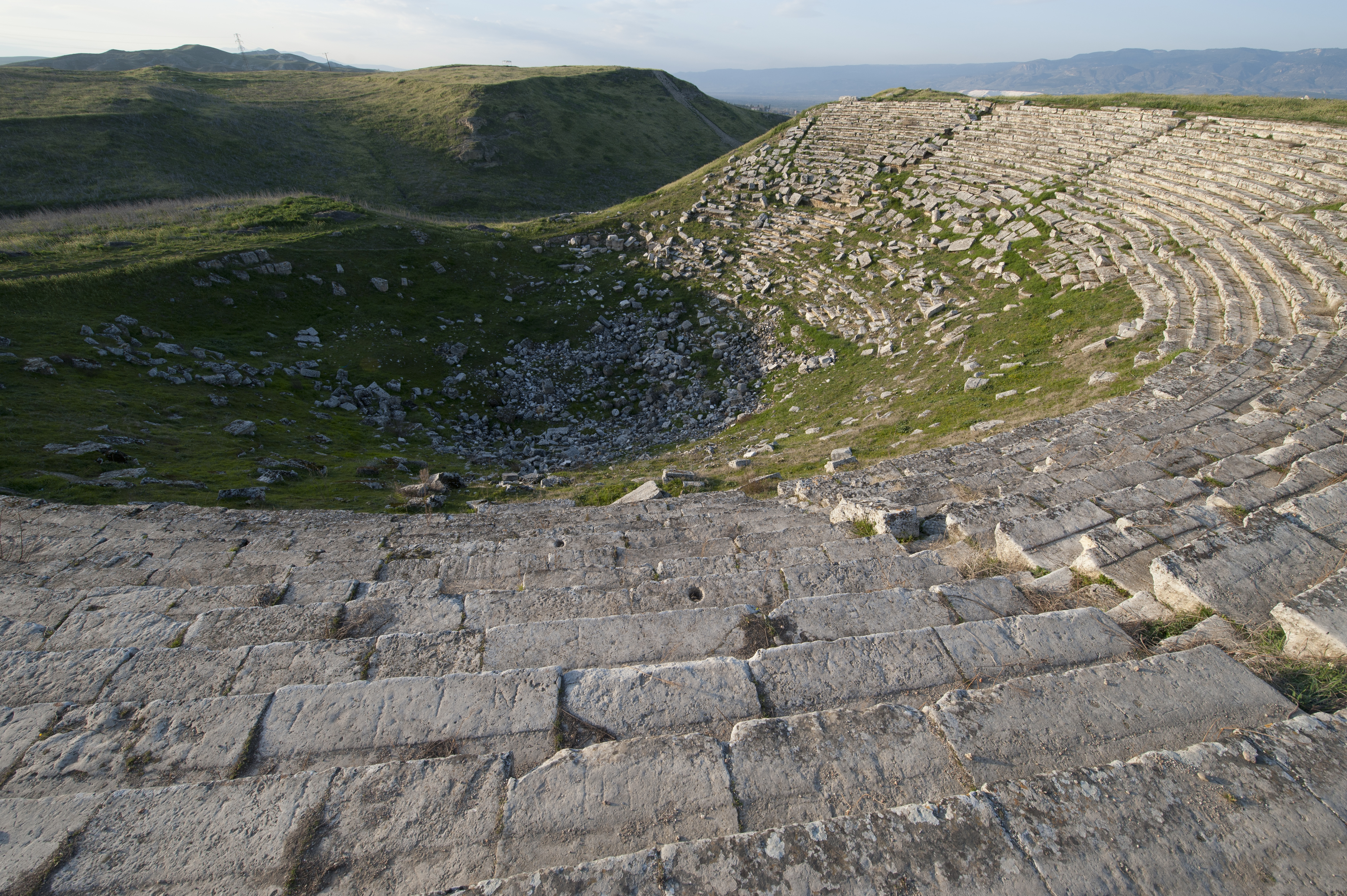
Laodikeia – západní divadlo před rekonstrukcí
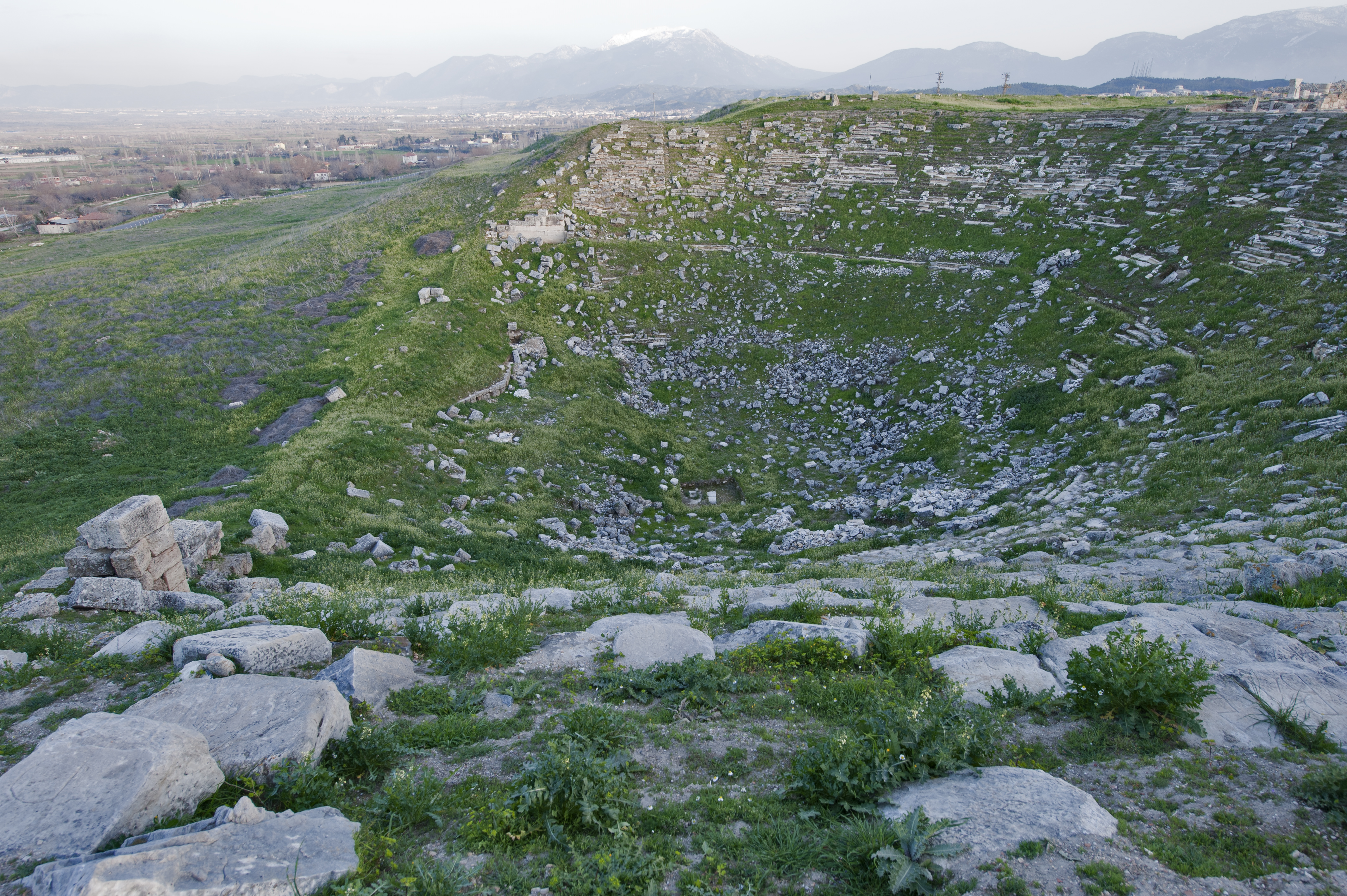
Laodikeia – severní divadlo
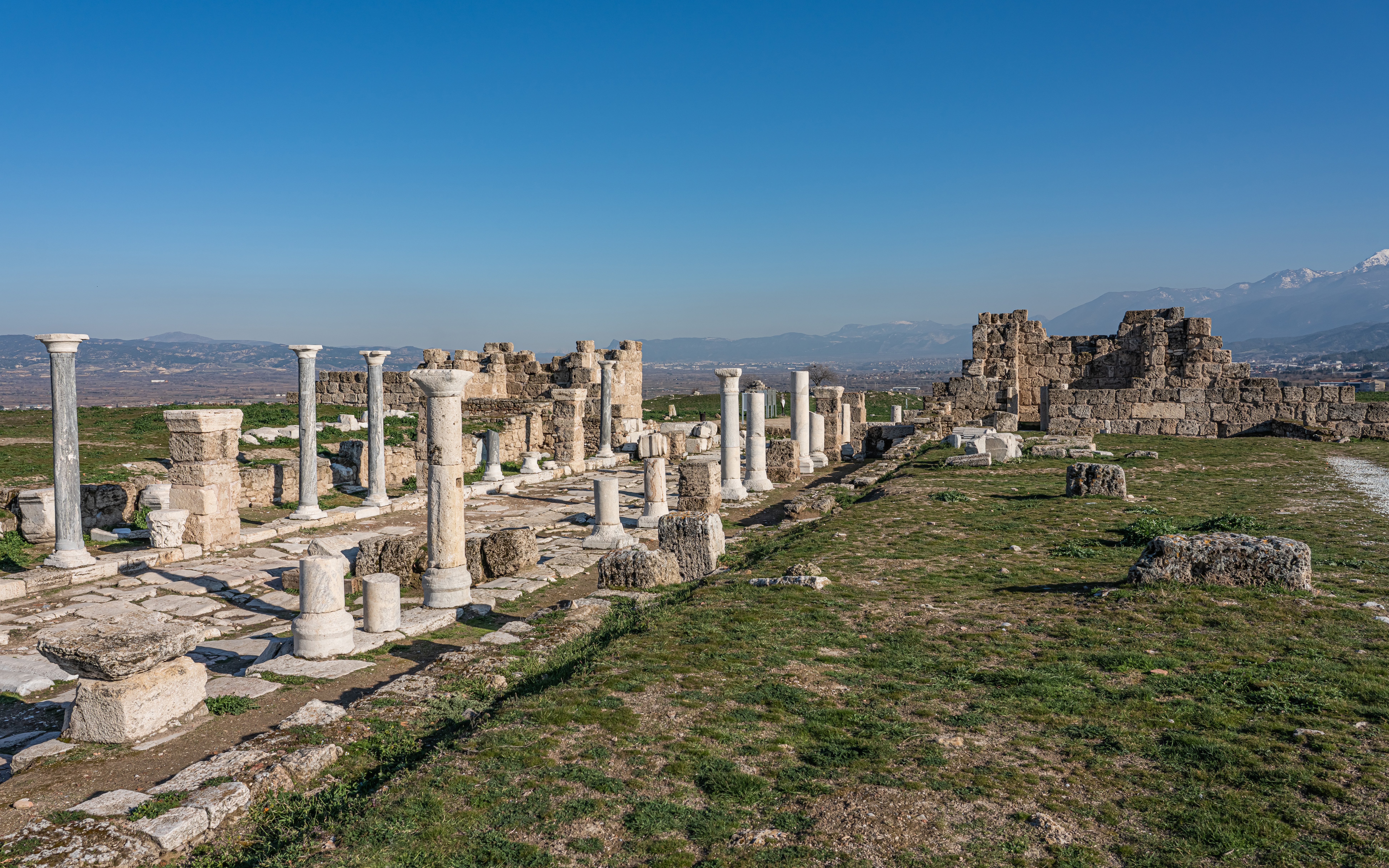
Laodikeia – Syrská silnice a východní Byzantská brána
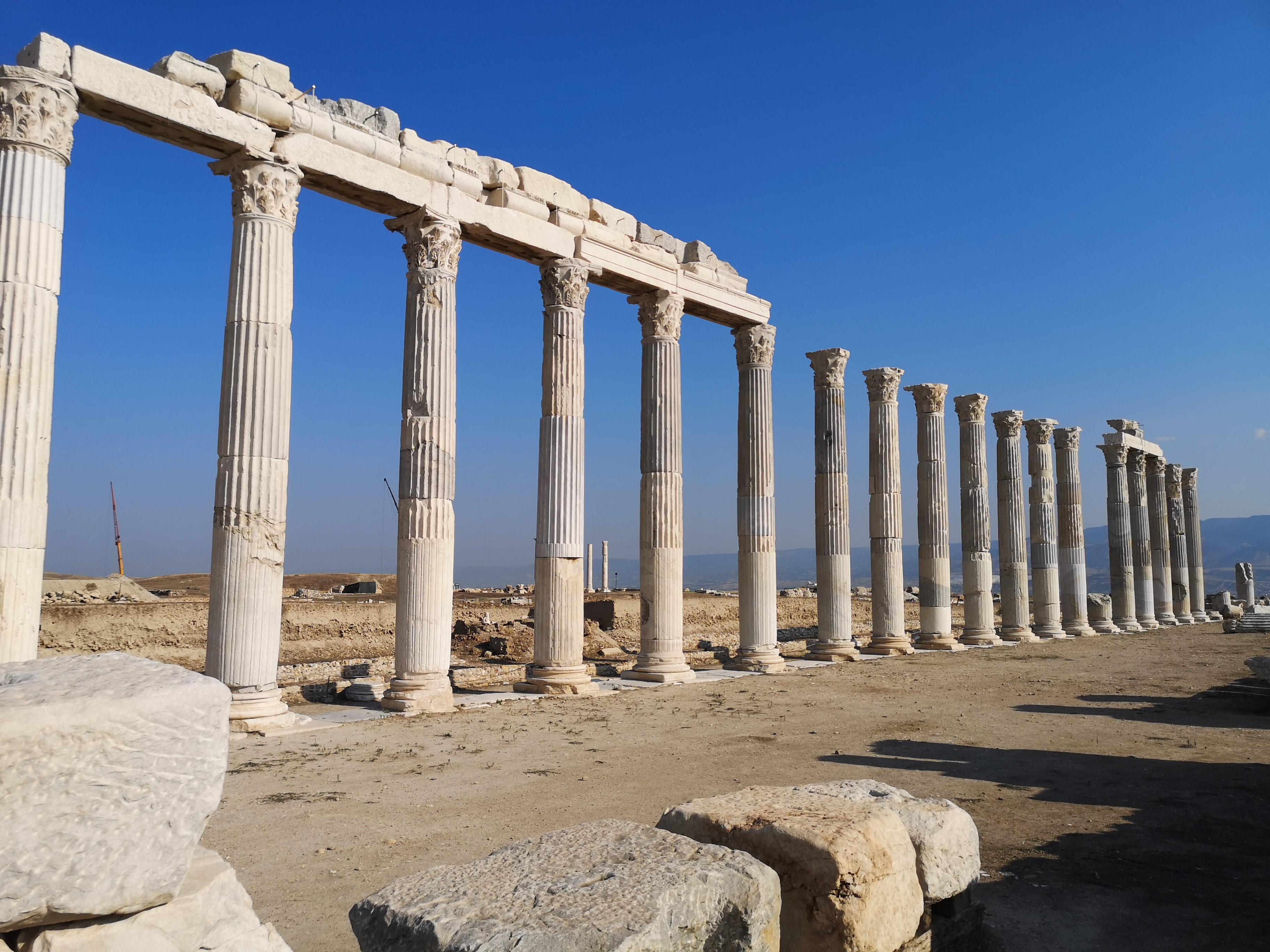
Laodikeia – západní agora
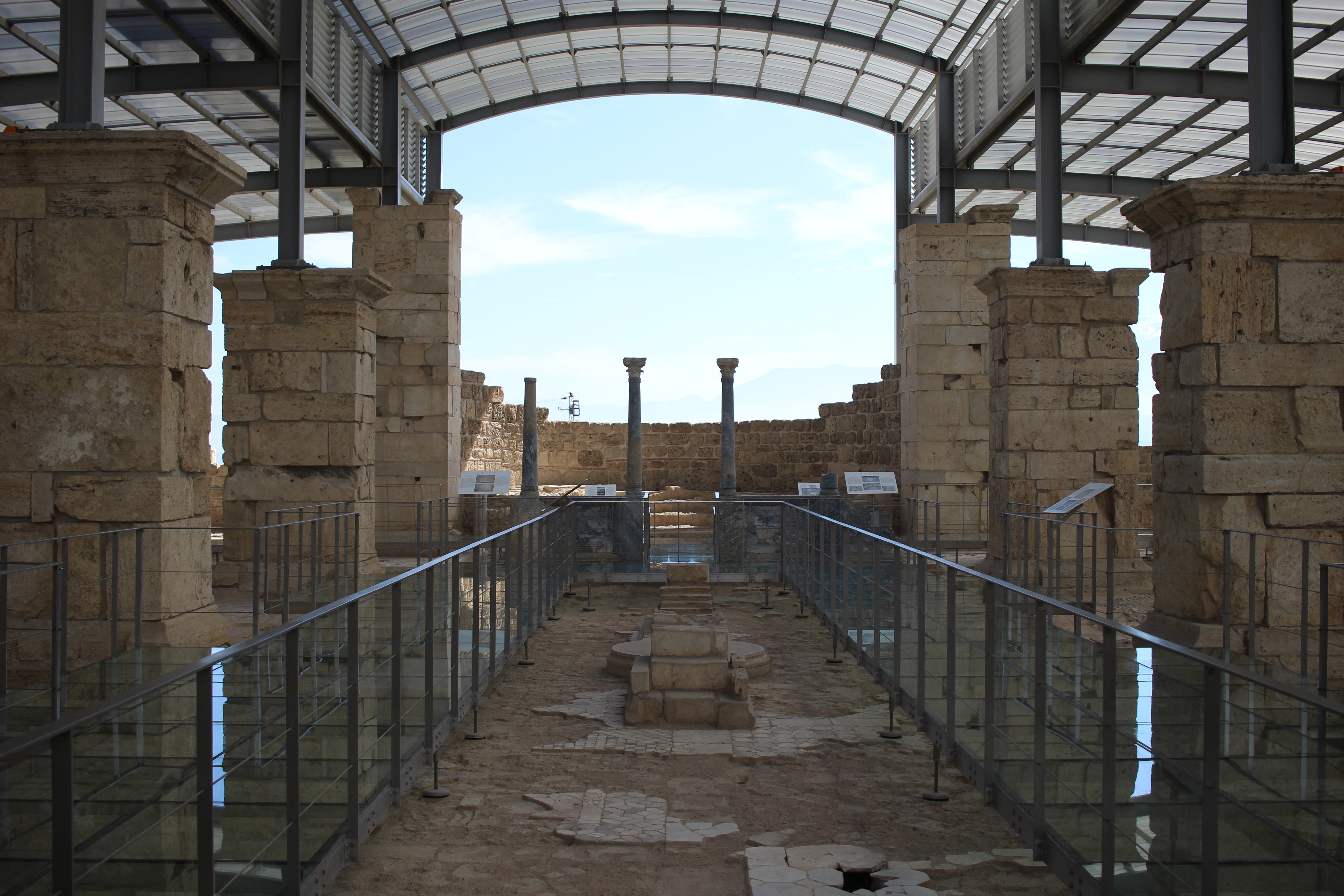
Laodikeia – vnitřek chrámu